# Holszanka (dopływ Berezyny)
Holszanka (biał. Альшанка Alszanka, ros. Ольшанка Olszanka) rzeka na Białorusi, w obwodzie grodzieńskim i mińskim. Prawy dopływ Berezyny w dorzeczu Niemna. Długość 60 km. Średni roczny przepływ wody przy ujściu 2,3 m³/godz. Średnie nachylenie powierzchni wody 1,5 m/km.
Zaczyna się nieopodal Ludwikowszczyzny (biał. Людвиковщина), wsi położonej na Garbie Oszmiańskim, 8 km na południe od Oszmiany. Od źródła płynie na południowy wschód, w dolnym biegu skręca na południe i południowy zachód. Koryto umiarkowanie kręte. Dopływy — Klimok i Hastok (prawy). Terasy występują po obu stronach rzeki.